# Carrefour des Théâtres
Le carrefour des Théâtres est un carrefour situé dans les 3e et 10e arrondissements de Paris.

## Situation et accès
Ce carrefour est situé porte Saint-Martin à l’intersection des rues du Faubourg-Saint-Martin, René-Boulanger et Saint-Martin et du boulevard Saint-Martin, à Paris, dans le 3e et le 10e.

## Origine du nom
Le nom fait référence à la présence tout autour de cette place d’une activité théâtrale importante et rare. En effet y sont réunies neuf salles de spectacle qui ont contribué à l’histoire de la capitale : 
- le théâtre de la Porte Saint-Martin,
- le théâtre du Petit-Saint-Martin,
- le théâtre de la Renaissance,
- le théâtre Comédia,
- le théâtre Antoine-Simone-Berriau,
- le théâtre du Splendid,
- le théâtre de l'Archipel,
- le théâtre Le Brady,
- le Gaité Lyrique.

## Historique
Le carrefour est ouvert et prend sa dénomination actuelle en 2013 sur l'emprise des voies qui le bordent.